# مورچه‌گیرک کلاه‌سیاه
مورچه‌گیرک کلاه‌سیاه (نام علمی: Formicivora erythronotos) نام یک گونه از سرده مورچه‌اوبارها است.